# The Gang's All Here (álbum)
The Gang's All Here é o segundo álbum de estúdio da banda de celtic punk Dropkick Murphys. É o primeiro álbum com Al Barr (ex-vocalista do The Bruisers) nos vocais, ele substituiu o ex-vocalista e fundador da banda, Mike McColgan em 1998, que deixou a banda para se tornar bombeiro. Com Barr, a banda lançou o single "Curse of a Fallen Soul", em 1998, e em 1999, o video-clipe do single "10 Years of Service".

## Recepção da crítica
| Críticas profissionais | Críticas profissionais |
| Avaliações da crítica  | Avaliações da crítica  |
| Fonte                  | Avaliação              |
| ---------------------- | ---------------------- |
| Allmusic               | [ 2 ]                  |
| Punknews.org           | [ 3 ]                  |

Allmusic deu três estrelas de cinco ao álbum, e disse que suas letras tinham um padrão mais elevado, se comparados aos álbuns de punk contemporâneos. O site Punknews.org, deu quatro estrelas de cinco, dizendo que esse álbum, e todos da banda são especias, pois eles colocam emoção nas canções.

## Faixas
| N.º            | Título                       | Compositor(es)         | Duração |  |
| 1.             | "Roll Call"                  | Ken Casey e Matt Kelly | 0:32    |  |
| 2.             | "Blood and Whiskey"          | Ken Casey e Matt Kelly | 1:47    |  |
| 3.             | "Pipebomb on Lansdowne"      | Ken Casey e Matt Kelly | 1:50    |  |
| 4.             | "Perfect Stranger"           | Ken Casey e Matt Kelly | 1:58    |  |
| 5.             | "10 Years of Service"        | Ken Casey e Matt Kelly | 2:45    |  |
| 6.             | "Upstarts and Broken Hearts" | Ken Casey e Matt Kelly | 2:56    |  |
| 7.             | "Devil's Brigade"            | Ken Casey e Matt Kelly | 1:27    |  |
| 8.             | "Curse of a Fallen Soul"     | Ken Casey e Matt Kelly | 3:12    |  |
| 9.             | "Homeward Bound"             | Ken Casey e Matt Kelly | 2:00    |  |
| 10.            | "Going Strong"               | Ken Casey e Matt Kelly | 3:06    |  |
| 11.            | "The Fighting 69th"          | Tradicional            | 3:13    |  |
| 12.            | "Boston Asphalt"             | Ken Casey e Matt Kelly | 1:39    |  |
| 13.            | "Wheel of Misfortune"        | Ken Casey e Matt Kelly | 3:50    |  |
| 14.            | "The Only Road"              | Ken Casey e Matt Kelly | 2:11    |  |
| 15.            | "Amazing Grace"              | John Newton            | 2:38    |  |
| 16.            | "The Gang's All Here"        | Ken Casey e Matt Kelly | 7:59    |  |
| Duração total: | Duração total:               | Duração total:         | 43:03   |  |